# 淡江大學覺生紀念圖書館
淡江大學覺生紀念圖書館（英文：Tamkang University Chueh-sheng Memorial Library，簡稱TKUL），是淡江大學附設的圖書館，設立於1950年，提供教職員和學生中西文書籍、期刊、電子書、視聽資料借閱等服務。淡水校區除了總館外，尚有位在鍾靈化學館的「鍾靈分館」，並在另外在臺北校區設有臺北分館，蘭陽校區設有蘭陽圖書館。

## 歷史沿革
- 1950年 設立。

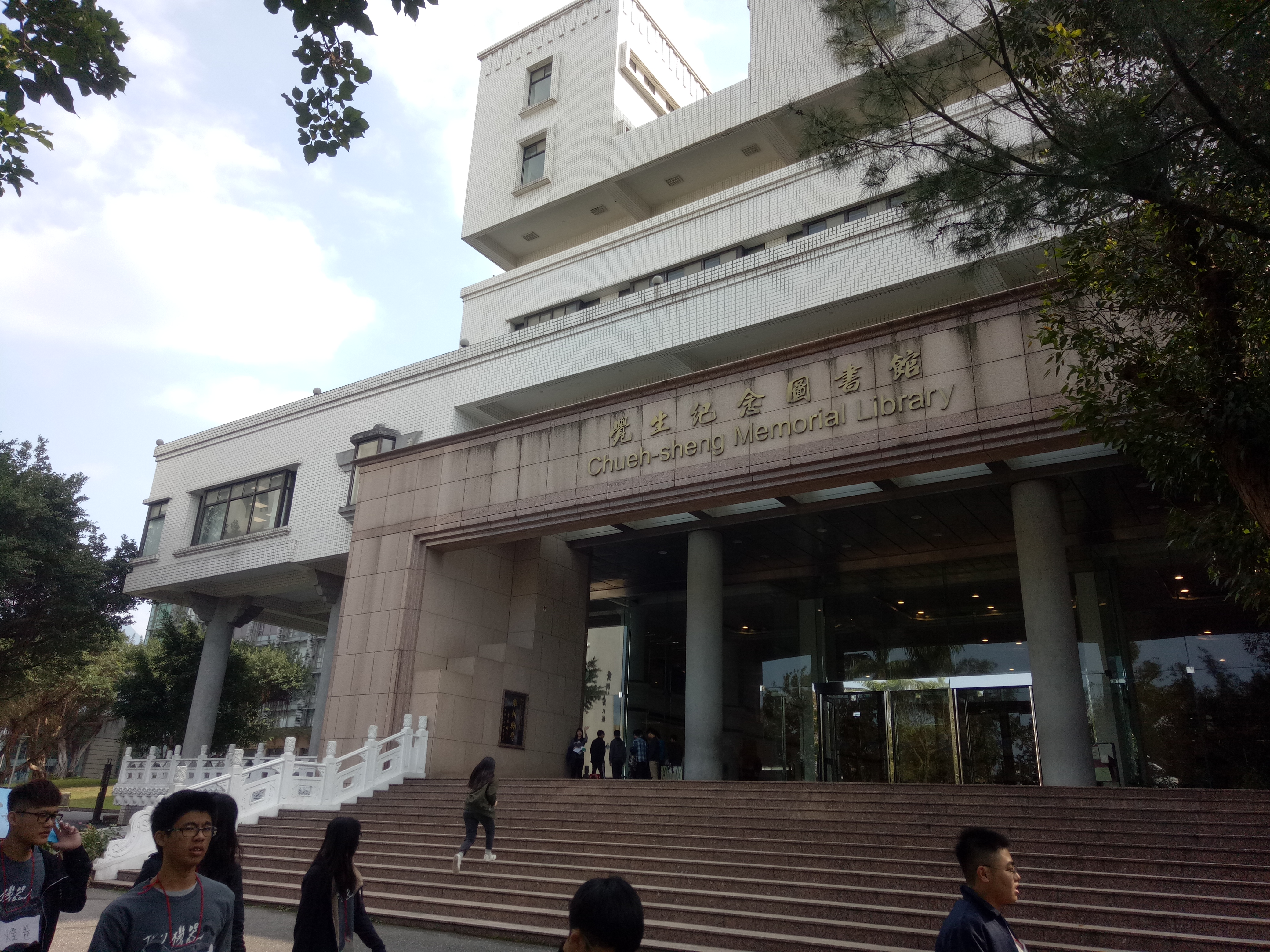
覺生紀念圖書館總館入口

- 1955年 為紀念淡江大學首任董事長居覺生先生，將圖書館命名為覺生紀念圖書館。
- 1995年 開始新建總館。
- 1996年 總館落成。

## 歷任館長
| 任別 | 姓名   | 任期                    |
| ---- | ------ | ----------------------- |
| 1    | 張吉輝 | 1950年 - 1952年         |
| 2    | 黎寶金 | 1957年 - 1961年8月      |
| 3    | 侯友生 | 1961年9月 - 1963年8月   |
| 4    | 李順成 | 1963年8月 - 1965年6月   |
| 5    | 羅萬斯 | 1965年6月 - 1966年11月  |
| 6    | 張建邦 | 1966年11月 - 1967年10月 |
| 7    | 方同生 | 1967年10月 - 1972年7月  |
| 8    | 蘇振申 | 1972年8月 - 1974年7月   |
| 9    | 胡歐蘭 | 1974年8月 - 1979年7月   |
| 10   | 黃世雄 | 1979年8月 - 1994年7月   |
| 11   | 黃鴻珠 | 1994年8月 - 2012年7月   |
| 12   | 宋雪芳 | 2012年7月 -             |

## 分館

### 鍾靈分館
鍾靈分館位於淡水校區鍾靈化學館2、3樓，總面積230坪。2021年以前僅對化學系的師生開放，在整修完之後供本校師生進入三樓的閱覽室，由於人員管理問題，二樓藏書室不開放一般學生進入。
而此圖書館的正門入口是在三樓，為化學館的正門。

### 臺北分館
臺北分館位於臺北校區五樓，總面積86坪。

### 蘭陽圖書館
蘭陽圖書館位於蘭陽校區強邦教學大樓3樓，總面積159坪，主要提供校區內師生館藏借閱等服務。遇國定假日、教學行政觀摩日閉館，開放時間參見下方表格：

## 外部連結
- 淡江大學圖書館 （页面存档备份，存于）